# 僵尸世界大战 (2019年游戏)
《末日之戰》是一款由Saber Interactive開發，Mad Dog Games發行的第三人稱射擊遊戲，於2019年4月16日發行在Microsoft Windows、任天堂Switch、PlayStation 4和Xbox One平台。
於2020年Saber Interactive 和 Focus Home Interactive 宣布，正式推出《末日之戰 World War Z》年度版本，以及遊戲的最新章節：馬賽。

## 玩法
本遊戲改編自《末日之戰》電影，支援多人合作模式。遊戲合作戰役的劇情和任務圍繞世界上的獨特生存者展開，地點包括紐約、耶路撒冷、莫斯科、東京、馬賽、羅馬、堪察加、凤凰城及拉斯维加斯。玩家可以有策略地利用陷阱、障礙物和周邊環境來生存下去，並且使用多種武器輸出強大攻擊來對抗一波又一波蜂擁而至的殭屍。